# Krnjevići
Krnjevići (cyr. Крњевићи) – wieś w Bośni i Hercegowinie, w Republice Serbskiej, w mieście Trebinje. W 2013 roku liczyła 7 mieszkańców.